# أحمد بن محمد العيسى
أحمد بن محمد بن أحمد العيسى، مستشار بالديوان الملكي السعودي بمرتبة وزير، ووزير التعليم السعودي السابق منذ 11 ديسمبر 2015 وحتى 27 ديسمبر 2018. شغل منصب رئيس مجلس إدارة هيئة تقويم التعليم والتدريب منذ 27 ديسمبر 2018 وحتى 2 مايو 2021. العيسى حاصل على الدكتوراه في المناهج وطرق التدريس من جامعة ولاية بنسلفانيا، وعمل عميدا للكلية التقنية بالرياض، ثم عميدا لكلية اليمامة ثم مديرا لجامعة اليمامة، ثم مستشارا لمؤسسة الأمير محمد بن سلمان بن عبدالعزيز الخيرية ـ "مسك الخيرية"، ونائبا لرئيس مجلس إدارة مدارس الرياض.

## الشهادات العلمية
- دكتوراه الفلسفة في التربية - المناهج وطرق التدريس من جامعة ولاية بنسلفانيا في الولايات المتحدة الأمريكية 1993م.[7]
- ماجستير في التربية - المناهج وطرق التدريس من جامعة ولاية بنسلفانيا في الولايات المتحدة الأمريكية 1989م.
- بكالوريوس الآداب – قسم التاريخ - جامعة الملك سعود 1983م.
- شهادة برنامج القيادة العليا من جامعة أكسفورد، أبريل 2009 م.

## السجل الوظيفي
- مستشار وعضو مجلس الإدارة – مؤسسة مسك الخيرية – الرياض من 1 شعبان 1433 هـ وحتى الآن.
- مدير عام الدراسات الاستراتيجية بالديوان الملكي – من 1432/11/14 هـ وحتى 1433/07/14هـ.
- مدير جامعة اليمامة الأهلية من 2008/02/08م وحتى 2009/12/31م.
- عميد كلية اليمامة الأهلية من 2003/11/02م وحتى 2008/02/08م.
- مستشار متفرغ لمشروع كلية اليمامة الأهلية من 2002/02/02م وحتى 2003/11/01م.
- عميد الكلية التقنية بالرياض من 1418/07/01 هـ وحتى 1422/08/15 هـ.
- وكيل الكلية التقنية بالرياض من 1413/11/06 هـ إلى 1418/06/29 هـ.
- مشرف على وحدة تطوير المناهج بشئون الكليات التقنية من 1417/06/11 هـ إلى 1418/07/01 هـ.
- وكيل العميد للشئون التعليمية بالكلية التقنية بالرياض لعام 1410هـ/ 1990م.
- رئيس مجلس إدارة هيئة تقويم التعليم والتدريب منذ 27 ديسمبر 2018[4] وحتى 2 مايو 2021.[5]

## الخبرات والمشاركات المهنية
- نائب رئيس مجلس إدارة مدارس الرياض – من 1433/09/01 هـ وحتى الآن
- عضو اللجنة الدولية لضمان جودة التعليم العالي في المناطق الحرة في دبي. من مارس 2008 وحتى الآن.
- عضو الفريق الاستشاري للتعليم في الهيئة العامة للاستثمار، من 2007 وحتى إبريل 2009.
- عضو مجلس إدارة الهيئة السعودية للتقويم والاعتماد الأكاديمي من 1425/08/15 هـ وحتى 1430/05/08 هـ.
- عضو في مجلس الاستثمار في منطقة المدينة المنورة من 1426/04/01 هـ وحتى 1428/10/01 هـ.
- عضو فريق التقويم الشامل للتعليم بالمملكة، والمكلف من المقام السامي 1418 – 1421هـ.
- رئيس اللجنة العلمية للمؤتمر التقني السعودي الأول 22 – 26 شعبان 1421 هـ.
- رئيس فريق تحكيم وثيقة مناهج العلوم التقنية للمرحلة الثانوية المكلف من وزارة المعارف 1421 – 1423 هـ
- الممثل الرسمي للمملكة في الجمعية العمومية للمنظمة الدولية للتدريب المهني (المهارات العالمية) World Skills من مارس 2000 وحتى يونيو 2002م.
- عضو مجلس إدارة نادي الحاسب الآلي التابع للإدارة العامة للتعليم بمنطقة الرياض من 1421 وحتى 1424 هـ.
- عضو هيئة تحرير مجلة التربية وعلم النفس التي تصدرها الجمعية السعودية للعلوم التربوية والنفسية بجامعة الملك سعود اعتباراً من 6/ 10/ 1417 هـ وحتى 1426 هـ.
- عضو فريق إعداد مشروع التنظيم الوطني للتدريب المشترك والذي تشرف عليه المؤسسة العامة للتعليم الفني والتدريب المهني وصندوق تنمية الموارد البشرية.

## مؤلفات وأوراق العمل
- كتاب: «إصلاح التعليم في السعودية بين غياب الرؤية السياسية وتوجس الثقافة الدينية وعجز الإدارة التربوية».[8]
- كتاب: «التعليم العالي في السعودية: رحلة البحث عن هوية».[9]
- مسرحية: «وسطي بلا وسطية».[10]

بالإضافة إلى أكثر من 30 بحثاً وورقة عمل في مجالات التعليم وتنمية القوى البشرية.